# Luis Otero (político peruano)
Luis Otero fue un político peruano.
Fue elegido diputado suplente por la provincia de Tarma en 1907. En 1919, cuando el presidente Augusto B. Leguía dio inicio a su oncenio, fue elegido diputado por la provincia de Tarma para la Asamblea Nacional de ese año que tuvo por objeto emitir una nueva constitución, la Constitución de 1920. Luego se mantuvo como diputado ordinario hasta 1924.